# Hi-Fi Rush
Hi-Fi Rush – rytmiczna gra akcji opracowana przez Tango Gameworks i opublikowana przez Bethesda Softworks na platformy Windows i Xbox Series X/S. Gra została zaprezentowana po raz pierwszy 25 stycznia 2023 roku i wydana tego samego dnia.
Gra opowiada o pozującym na gwiazdę rocka Chai, którego odtwarzacz muzyki zostaje przypadkowo osadzony w klatce piersiowej podczas eksperymentalnej operacji cybernetycznej, pozwalając mu rytmicznie walczyć i ponownie postrzegać świat poprzez synestezję środowiskową.
Produkcja zyskała uznanie w mediach uzyskując średnią z 34 recenzji wynoszącą 89/100 według serwisu Metacritic. Joe Skrebels, redaktor serwisu Xbox Wire opisał grę jako Baby Driver w branży gier.

## Rozgrywka
Hi-Fi Rush to gra rytmiczna, w której bohater Chai, jego wrogowie i części otoczenia poruszają się w rytm. Atakowanie w rytm nie jest wymagane, ponieważ akcje automatycznie synchronizują się z muzyką, ale dzięki wyczuciu czasu i działaniu w odpowiednim momencie gracze są nagradzani wyższymi obrażeniami. Ruch parowania pozwala graczom anulować ataki wroga, naciskając przycisk dokładnie w momencie ataku.